# Matías Paredes
Pour les articles homonymes, voir Paredes.
Matías Paredes est un joueur argentin de hockey sur gazon né le 1er février 1982 à Quilmes. Il a remporté avec l'équipe d'Argentine la médaille d'or du tournoi masculin aux Jeux olympiques d'été de 2016 à Rio de Janeiro.